# Karel Čok
Karel Čok, slovenski družbeni delavec in posestnik, * 3. maj 1880, Lonjer pri Trstu, † 8. april 1974, Lonjer.
Karel Čok, brat odvetnika Ivana Marije Čoka se rodil v znani zavedni slovenski družini pri »Županovih« v Lonjerju (italijansko Longera) v predmestju Trsta. Rodil se je gostilničarju Andreju, mati je bila Jožica (rojena Hrovatin). Že kot mladenič je bil pred 1. svetovno vojno aktiven v slovenskem narodnem življenju na Tržaškem. Pozneje je prevzel znano domačo gostilno in bil viden član in odbornik mnogih slovenskih društev. V njegovi hiši so se zbirali slovenski politični in kulturni delavci, zaradi tega in posebno še zaradi brata Ivana so ga fašistične oblasti med obema vojnama preganjale ter z družino konfinirale v notranjost Italije. 
Čok je bil leta 1908 soustanovitelj »Prvega tržaškega društva gramoznikov v Lonjeru«, ki je razvilo prvo podjetje za lomljenje in drobljenje apnenca v kamnolomu nad vasjo. Podjetje je – razen med 1. svetovno vojno – uspešno delovalo vse do 2. svetovne vojne. Čok je bil nekaj let predsednik in blagajnik domače »Zavarovalnice za govejo živino«, ki je delovala od 1908 do 2. svet. vojne. Prva leta po 1. svetovni vojni je bil tudi odbornik »Tržaške kmetijske družbe«, katero so fašistične oblasti 1929 razpustile.